# Ormetica metallica
Ormetica metallica är en fjärilsart som beskrevs av James John Joicey och Talbot 1916. Ormetica metallica ingår i släktet Ormetica och familjen björnspinnare. Inga underarter finns listade i Catalogue of Life.